# Första Maj (musikalbum)
Första Maj, med underrubriken 11 socialistiska sånger, är ett musikalbum inspelat av Pierre Ström och Finn Zetterholm. Medverkar som musiker gör bland andra Janne Schaffer och Stockholms Spårvägsmäns Musikkår. Sångerna är idel klassiska arbetarsånger, som Arbetets söner och Johan Saxons Socialisternas marsch.
Bilden på omslaget är en målning av Folkets Hus i Ramvik, som enligt skivans baksida las ner och vars verksamhet centraliserades till Kramfors. Texten "ABF slutar inga fler träffar i Ramvik" kan läsas på en anslagstavla.

## Låtlista

### Sida A
1. "Internationalen" - 6:00
2. "Första maj" - 1:22
3. "Partisansången" - 3:06
4. "Arbetsmannen" - 3:09
5. "Bandiera rossa" - 3:08

### Sida B
1. "Arbetets söner" - 2:47
2. "Världens alla slavar, vakna" - 3:20
3. "Komintern" - 1:42
4. "Warschawjanka" - 2:48
5. "Riegohymnen" - 1:22
6. "Socialisternas marsch" - 3:18